# Micropsectra groenlandica
Micropsectra groenlandica е насекомо от разред Двукрили (Diptera), семейство Хирономидни (Chironomidae).